# Claro Open Cali
O Claro Open Cali é um torneio tênis, que faz parte da série ATP Challenger Tour, realizado desde 2014, realizado em piso de saibro, em Cali, Colômbia.

## Edições

### Simples
| Ano  | Campeão       | Finalista              | Placar        | Ref.  |
| ---- | ------------- | ---------------------- | ------------- | ----- |
| 2014 | Paolo Lorenzi | Víctor Estrella Burgos | 4–6, 6–3, 6–3 | [ 2 ] |

### Duplas
| Ano  | Campeões                        | Finalistas                       | Placar   | Ref.  |
| ---- | ------------------------------- | -------------------------------- | -------- | ----- |
| 2014 | Guido Andreozzi Guillermo Durán | Alejandro González César Ramírez | 6-3, 6-4 | [ 2 ] |

## Ligações Externas
- Site Oficial